# Libyan-Arab-Airlines-Flug 1103
Auf dem Libyan-Arab-Airlines-Flug 1103 (Flugnummer IATA: LN1103, ICAO: LAA1103) ereignete sich am 22. Dezember 1992 eine schwere Flugzeugkollision zwischen einer im Landeanflug befindlichen Boeing 727-2L5 mit dem Luftfahrzeugkennzeichen 5A-DIA der Libyan Arab Airlines, die mit einer kurz zuvor gestarteten Mikojan-Gurewitsch MiG-23 der Libyschen Luftwaffe zusammenstieß. Bei dem Unfall kamen alle 157 Personen an Bord der Boeing ums Leben, die beiden Besatzungsmitglieder des Kampfflugzeugs überlebten. Es handelt sich um den schwersten Flugunfall in Libyen.

## Flugzeuge und Insassen

### Boeing 727-2L5 der Libyan Arab Airlines
Das erste Flugzeug war eine Boeing 727-2L5, welche am 7. Februar 1975 ihren Erstflug absolviert hatte und zum Unfallzeitpunkt 17 Jahre und 11 Monate alt war. Bei der Maschine mit der Werksnummer 21050 handelte es sich um die 1108. Boeing 727 aus laufender Produktion. Die Maschine wurde am 19. Februar 1975 an die Libyan Arab Airlines ausgeliefert und war seitdem durchgehend bei dieser im Betrieb. Das dreistrahlige Mittelstrecken-Schmalrumpfflugzeug war mit drei Strahltriebwerken des Typs Pratt & Whitney JT8D-15 ausgestattet.

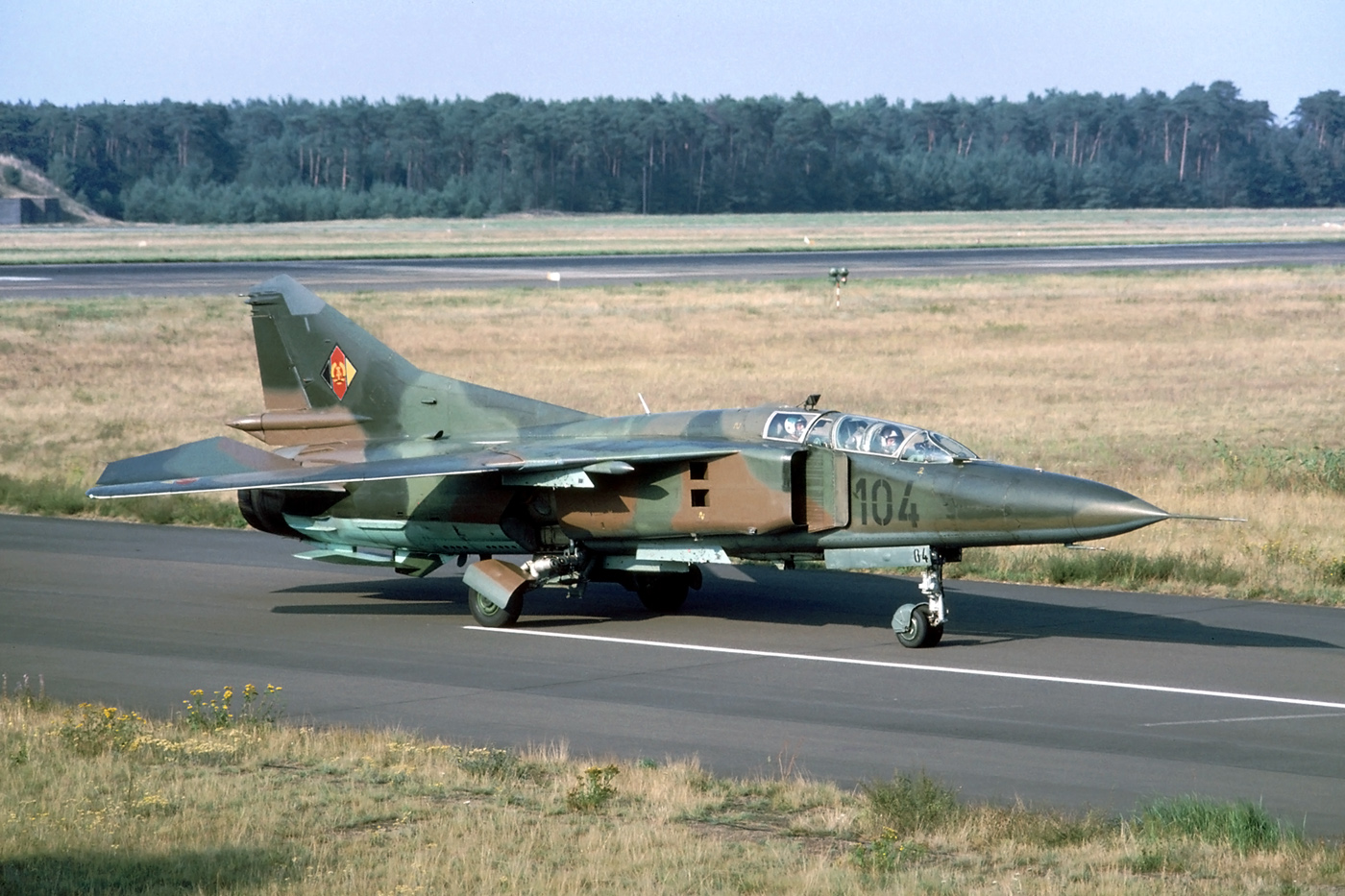
Ein Kampfflugzeug vom Typ MiG-23UB

An Bord der Maschine befanden sich 147 Passagiere sowie 10 Besatzungsmitglieder. Die Maschine wurde durch den Flugkapitän Ali Al-Fiqi gesteuert.

### Mikojan-Gurewitsch MiG-23 der Libyschen Luftwaffe
Die zweite Maschine war ein Kampfflugzeug des Typs Mikojan-Gurewitsch MiG-23UB. Die Identität der Maschine ist nicht bekannt, sie befand sich im Einsatz bei der Libyschen Luftwaffe. An Bord der Maschine befanden sich zwei Piloten der Libyschen Luftwaffe, bei denen es sich um einen Kampfpiloten in Ausbildung und dessen Ausbilder handelte.

## Unfallhergang
Als sich die Boeing 727 Tripolis näherte, erhielten die Piloten die Anweisung, aufgrund von militärischem Luftverkehr in einer Höhe von 3000 Fuß (ca. 910 Meter) etwa fünf Minuten lang Warteschleifen über dem Funkfeuer „Papa Echo“ zu fliegen, das sich in einer Entfernung von 4.1 DME von Landebahn 27 des Flughafens Tripolis befand. Sechs Minuten vor der geplanten Landung kollidierte die Boeing 727 mit der MiG-23 der Libyschen Luftwaffe, die in Tripolis gestartet und zum Funkfeuer „Papa Echo“ geflogen war. Das Kampfflugzeug scherte das Höhenleitwerk der Boeing ab. Die Boeing wurde daraufhin unkontrollierbar, stürzte in einer nahezu vertikalen Fluglage innerhalb von 13 Sekunden zu Boden, wobei sie eine Sinkgeschwindigkeit von 13.000 Fuß pro Minute erreichte, ehe sie am Boden zerschellte. Die beiden Piloten der MiG-23 konnten ihr Flugzeug mit ihren Schleudersitzen verlassen. Einer brach sich den Arm, der andere wurde mit nur geringfügigen Verletzungen ins Krankenhaus eingeliefert.

## Folgen
Unmittelbar nach dem Unfall gab die libysche Regierung an, dass ein Passagier- und ein Militärflugzeug in der Luft miteinander kollidiert seien. Später veröffentlichte sie eine andere Erklärung, in der ein mechanisches Versagen als Absturzursache angegeben war. In dieser Erklärung wurde kein Militärflugzeug mehr erwähnt. In einer Rede verurteilte Muammar al-Gaddafi die internationale Staatengemeinschaft für den Unfall. Gegen Libyen ausgesprochene Sanktionen hätten es unmöglich gemacht, Ersatzteile für Flugzeuge nach Libyen zu importieren. Der Absturz habe sich aufgrund eines Mangels an Ersatzteilen ereignet. Die Handelssanktionen gegen Libyen waren im Jahr 1992 in Zusammenhang mit der Rolle Libyens in Zusammenhang mit dem Absturz von Pan-Am-Flug 103 ausgesprochen worden.
Da die Todesopfer größtenteils nicht zu identifizieren waren, wurden sie gemeinsam in einem Massengrab bestattet. Aufgrund der schlechten Beziehungen zu den meisten Staaten wurden die Körper der ausländischen Absturzopfer nicht ausgeliefert.
Die beiden Piloten der MiG-23 wurden zu Gefängnisstrafen verurteilt.

## Alternative Absturztheorien
Der Ausbilder Majid Tayari, der sich an diesem Tag im Cockpit der MiG-23 befunden hatte und dann jahrelang im Gefängnis gesessen hatte, behauptete im Januar 2013, seine Maschine und die Boeing 727 seien nicht miteinander kollidiert, wenngleich er zugab, dass die Maschinen sich zu nahe gekommen waren. Tayari erzählte, dass seine Maschine von unten von etwas getroffen wurde, und äußerte die Vermutung, dass es sich dabei um Trümmer der Boeing gehandelt habe, welche auf anderem Wege zerstört wurde. Der Luftsicherheitsverantwortliche der Libyan Airlines im Jahr 1992, Mahmud Tekalli, äußerte ebenfalls die Vermutung, dass die Maschine absichtlich zerstört worden sei und vermutete, dass Agenten von Gaddafi eine Bombe an Bord platziert hätten.
Der Absturz wurde auch mit Pan-Am-Flug 103 in Verbindung gebracht, der unter libyscher Beteiligung mit einer Bombe zum Absturz gebracht wurde. Aufgrund der ähnlichen Flugnummer und angesichts des Umstandes, dass sich der Absturz in Libyen vier Jahre und einen Tag nach dem Absturz von Lockerbie ereignet hatte, wurde vermutet, dass Gaddafi den Absturz absichtlich inszeniert hätte, um der Staatengemeinschaft die Auswirkungen der Sanktionen gegen sein Land vorzuführen.